# Centre d'interprétation de l'architecture et du patrimoine

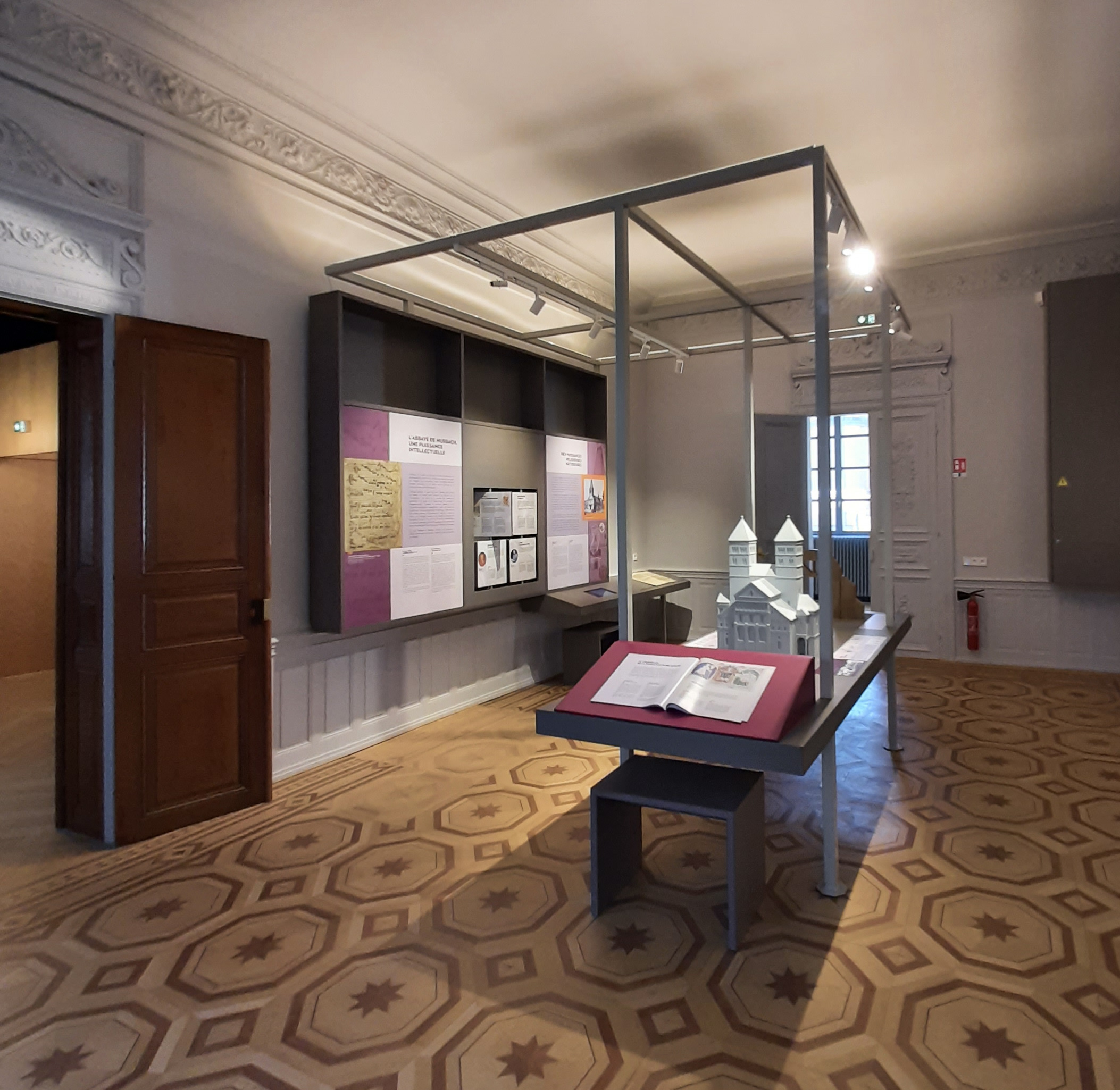
Vue intérieure d'une salle du CIAP de la Communauté de communes de la Région de Guebwiller.

En France, un Centre d'interprétation de l'architecture et du patrimoine (CIAP) est un espace culturel de proximité permettant la présentation et la valorisation des différents patrimoines d'un territoire détenteur du label Ville ou Pays d'art et d'histoire.
La mise en place d'un CIAP est requise par la convention relative à la mise en place des Villes et Pays d'art et d'histoire,. Les CIAP sont variés autant dans leur forme et dans les objets qu'ils donnent à voir, que dans la temporalité de leur mise en œuvre.

## Objectifs
Le CIAP vise à présenter « de manière didactique l'architecture et le patrimoine » du territoire en question. Il comprend un  « lieu d’accueil des visiteurs, de ressources et de débat pour les habitants et pour les touristes », complémentaire des autres lieux de l'aménagement culturel local.

## Mise en œuvre
La mise en place d'un CIAP nécessite la conception préalable d'un projet scientifique et culturel (PSC), suivant une démarche similaire à celle des Musées de France.

## Enjeux
Dans les faits, de nombreux territoires labellisés ne disposent pas de CIAP, étant donné l'ampleur du projet en termes de logistique : les projets de CIAP aboutissent en moyenne onze à douze ans après l'obtention du label.
Dans les Pays d'art et d'histoire, à la superficie parfois importante, un défi particulier consiste en la détermination du lieu idéal d'implantation du CIAP, qui doit à la fois répondre à une logique de centralité et à la nécessité d'irriguer tout le territoire.

## Historique
Le premier CIAP à ouvrir est celui de Riom, en 1991, six ans après la fondation du label. Le nombre de créations n'augmente significativement qu'à partir des années 2000. En février 2019, on dénombre 41 CIAP effectivement ouverts, soit un nombre très inférieur à celui des territoires labellisés à cette date, 44 autres étaient en projet et 51 « envisagés ».

### Liste des CIAP en France en 2019
Sauf mention contraire, la source est le mémoire de Master 2 « CIAP : des lieux d'interprétation à la rencontre de leurs publics ».
- 1991 : CIAP La Tour de l'Horloge de Riom
- 1995 : Bourges, la Mémoire d'une ville
- 1998 : CIAP de Rennes Métropole
- 1998 : Espace Patrimoine de Grand Figeac - Vallées du Lot et du Celé
- 1999 : Salle du Patrimoine de Vienne
- 2000 : Salle du patrimoine du Grand Poitiers
- 2001 : Espace patrimoine de Châlons-sur-Saône
- 2001 : CIAP de Saintes
- 2002 : Maison de l'architecture et du patrimoine, Basse-Terre (Guadeloupe)
- 2002 : La Chancellerie de Loches
- 2003 : Espace Patrimoine de Moulins
- 2004 : CIAP de préfiguration, Arles
- 2006-2019 : CIAP de Rochefort
- 2007 : CIAP de Soissons
- 2008 : Centre d'interprétation de l'architecture et du patrimoine / CIAP de Montauban
- 2008 : Carré Patrimoines, faisant office de CIAP à Trévoux pour le territoire labellisé Dombes Saône Vallée.
- 2008 : Centre d'interprétation de l'architecture et du patrimoine d'Annecy, Haute-Savoie[8].
- 2008 : Exposition permanente Paysage en R'évolution de Perche-Sarthois
- 2009 : Château de Sainte-Suzanne / CIAP de Coëvrons-Mayenne
- 2009 : CIAP de Pézenas
- 2010 : Hôtel de Cordon / CIAP de Chambéry
- 2010 : Centre d'interprétation de l'architecture et du patrimoine de la Métropole Rouen Normandie, dans la fabrique des Savoirs, Elbeuf, Seine-Maritime.
- 2011 : Espace art et patrimoines, agglomération du Puy-en-Velay
- 2011 : CIAP / Centre du patrimoine de Dinan
- 2012 : Espace Châlons, Ville d'Art et d'Histoire à Châlons-sur-Marne
- 2012 : CIAP du Ventoux Comtat Venaissin (Forum des Patrimoines), à Carpentras
- 2014 : Centre d'interprétation de l'architecture et du patrimoine de Bordeaux, Nouvelle Aquitaine[9].
- 2014 : CIAP de Vendôme
- 2014-2018 : La maison Penanault - Centre d'interprétation de l'architecture et du patrimoine de Morlaix et CIAP les Enclos de Guimiliau[10]
- 2015 : Maison du tourisme et du patrimoine, de Beaucaire
- 2015 : CIAP de Besançon
- 2015 : Le camp de la transportation / CIAP de Saint-Laurent-du-Maroni (Guadeloupe)
- 2016 : Maison du Patrimoine Edouard Boeglin (Centre d’interprétation de l’architecture et du patrimoine), Mulhouse, Collectivité européenne d'Alsace[11].
- 2016 : Les clés du Val d'argent / CIAP de Val d'Argent
- 2016 : Le XXe de Serre-Ponçon Ubaye Durance
- 2017 : Destination Autun
- 2017 : Carré Patrimoines de Pontoise
- 2017 : CIAP La Tuilerie de Loire Val d'Aubois
- 2017 : Musée de la Ville de Saint-Quentin-en-Yvelines
- 2018 : CIAP de Parthenay

### CIAP en projet ou ouverts postérieurement à 2019
- 2020 : Centre d'interprétation de l'architecture et du patrimoine d'Amiens Métropole, Amiens, Somme, Hauts-de-France[12].
- 2021 : Maison du Patrimoine et des Lettres de Saint-Étienne[13].
- CIAP d'Angers - Repaire Urbain[7]
- CIAP de La Plaine Commune, prévu en 2021[7]
- Le CambraiScope, Centre d'interprétation de l'architecture et du patrimoine de Cambrai, Le Labo, Cambrai, Nord, Hauts-de-France[14].
- Centre d'interprétation de l'architecture et du patrimoine de Moulins, Allier, Auvergne-Rhône-Alpes[15].
- Maison du Gouverneur (Centre d'Interprétation de l'Architecture et du Patrimoine), Najac, Aveyron.
- Centre d'interprétation de l'architecture et du patrimoine, dans le château de Sainte-Suzanne, Sainte-Suzanne, Mayenne.
- Centre d'interprétation de l'architecture et du patrimoine, dans le Logis de l'abbé de l'abbaye Saint-Jean-des-Vignes, Soissons, Aisne.
- Centre d'interprétation de l'architecture et du patrimoine de l'Eurométropole de Strasbourg : le 5e Lieu [16].
- 1204 - Centre d'interprétation de l'architecture et du patrimoine, dans la Cité internationale de la Gastronomie et du vin, Dijon.
- Limur - Centre d'interprétation de l'architecture et du patrimoine de l'agglomération de Vannes dans l'hôtel de Limur.
- Centre d'interprétation de l'architecture et du patrimoine du Château de Lichtenberg, Lichtenberg, Bas-Rhin.
- 2023 : Centre d'interprétation de l'architecture et du patrimoine de Royan[17].
- Maison du Patrimoine de Valence.
- 2025 : Maison du Patrimoine de Romans[18].